# Chemin de fer touristique de la vallée de l'Aa
Le Chemin de Fer Touristique de la Vallée de l'Aa (CFTVA) est une association française qui fait circuler, en saison, un train touristique sur les 15 kilomètres de voie ferrée entre Arques et Lumbres, section de l'ancienne ligne de chemin de fer Saint-Omer - Hesdigneul.
Ce train est constitué d'autorails SNCF type X 3800 (dits « Picasso »), des X 4790 et X 4795 SNCF ou d'anciennes voitures voyageurs tractées par la locomotive diesel BB 63852. Depuis l'été 2013, l'impressionnante locomotive à vapeur d'origine polonaise Ty2-6690, équivalente aux locomotives françaises 150 Y, tracte certains trains.
La ligne parcourt la vallée de l'Aa, dans le parc naturel régional des Caps et Marais d'Opale.

## Offre touristique

### Service régulier
En saison, de mai à septembre, le train dessert les arrêts de la ligne par un service régulier, de plusieurs allers et retours. En mai et septembre, l'après-midi des dimanches et fêtes ; en juin, l'après-midi des samedis dimanches et fêtes ; en juillet et août, le matin et l'après-midi des samedis dimanches et fêtes. Le train peut être pris aux différents arrêts du parcours : gare d'Arques, quai de l'Ascenseur à bateaux des Fontinettes, gare de Blendecques, Coupole d'Helfaut-Wizernes, quai d'Hallines, halte d'Esquerdes, quai de Setques et gare de Lumbres.
Il faut deux heures pour parcourir, aller et retour, les 15 kilomètres du tracé, durant lesquels un bénévole anime et commente le parcours. Un arrêt en gare de Blendecques permet de découvrir un ensemble d'objets ferroviaires rassemblés et présentés par les membres de l'association, et la gare de Lumbres, rachetée par la commune, abrite désormais son office du tourisme.

### Trains spéciaux
L'association propose des trains à thèmes, notamment pour les journées du patrimoine en septembre, Halloween en octobre et Père-Noël en décembre. Toute l'année des circulations sont possibles pour les groupes.

## Historique

### Ligne Saint-Omer - Boulogne-sur-Mer

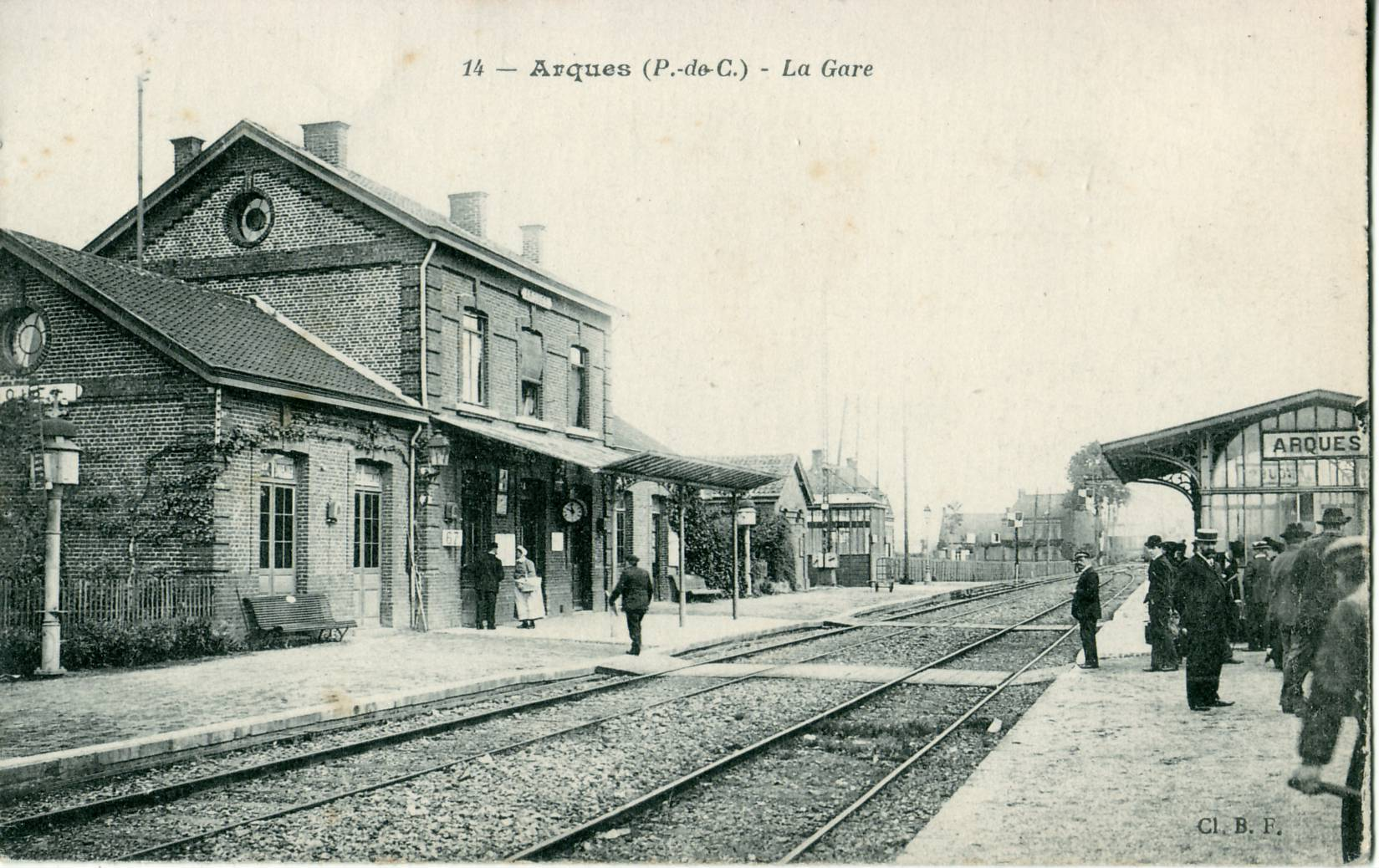
La gare d'Arques, au début du XX.

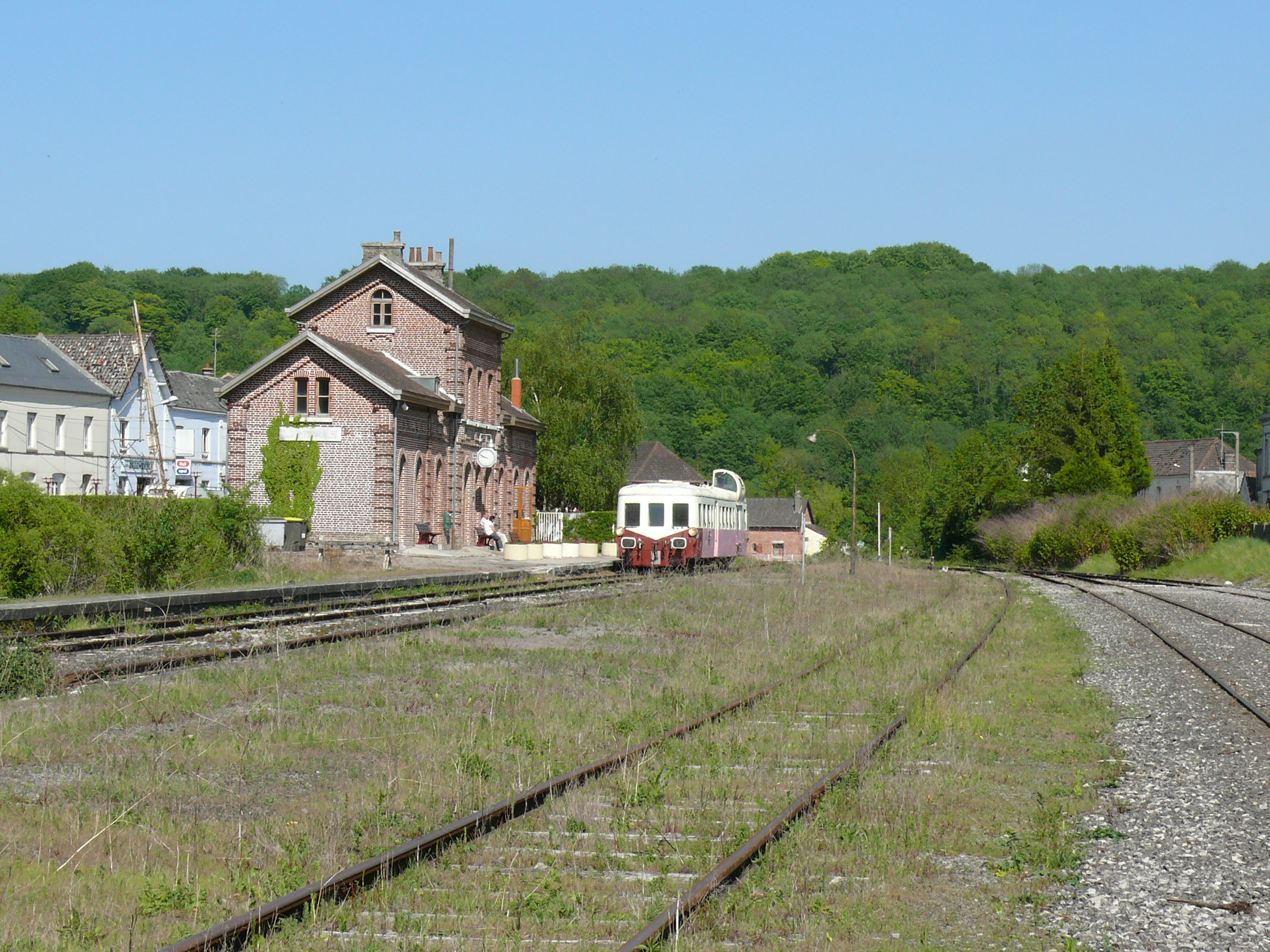
La gare de Lumbres en 2010.

Comme pour nombre de lignes du réseau secondaire, la gestation de la ligne de Saint-Omer à Boulogne, prend du temps « A ce projet, néanmoins, d'autres projets sont opposés : c'est le sort ordinaire des plus utiles conceptions ; aucune d'elles ne se réalise sans combat. », Si les premières études datent de 1837, la concession n'est accordée à la compagnie des chemins de fer du Nord-Est que le 22 mai 1869, les plans approuvés le 17 août 1871, et l'inauguration a enfin lieu le 25 mai 1874. La gestion de la ligne est ensuite rétrocédée en 1875 à la Compagnie du Nord qui exploite la ligne jusqu'à sa nationalisation et son passage dans le giron de la SNCF
Les 56 kilomètres de la ligne ne sont pas simples pour les cheminots, les rampes sont importantes, allant jusqu'à 16 ‰ entre Lumbres et Lottinghen, les mécaniciens craignent le ridicule de devoir demander l'aide d'une autre machine s'ils n'arrivent plus à faire monter leur locomotive du fait d'un manque de puissance ou d'adhérence.
La ligne a une bonne fréquentation jusqu'à la fin de la Seconde Guerre mondiale, elle devient déficitaire après guerre, et le remplacement des trains par des autorails en 1953 ne rétablit pas la situation, la SNCF arrête le transport des voyageurs, en 1959 de Desvres à Saint-Omer et en 1968 de Desvres à Boulogne. le trafic marchandise cesse en 1969 sur le tronçon de Lumbres à Lottinghem, mais il perdure encore aujourd'hui de Lumbres à Arques avec la desserte journalière de la cimenterie Holcim.

### L'association CFTVA
Dès 1988 quelques passionnés s'intéressent à cette ligne qui offre quelques avantages, son utilisation par des trains de marchandises justifie un entretien qui la conserve en état satisfaisant, et son parcours dans la vallée de l'Aa lui donne un potentiel touristique.
L'investissement personnel d'un membre permet la mise en œuvre du projet, avec la création de l'association et l'achat du matériel roulant. Les bénévoles s'activent dans tous les domaines et en 1992 un premier essai est positif, néanmoins il faut encore attendre 6 ans, 1998, pour voir le train circuler régulièrement.
L'association à trois objectifs principaux : faire circuler un train touristique sur la ligne d'Arques à Lumbres ; sauvegarder les bâtiments de la ligne, gares et halle aux marchandises ; sauver et restaurer le matériel roulant.
Le 18 mai 2013 a lieu l'inauguration de la locomotive à vapeur Ty2-6690 arrivée sur le site de la gare d'Arques en décembre 1996, mais qui a obtenu son autorisation de circuler sur le réseau en octobre de cette année. Construite en Autriche, elle a été prise par les Soviétiques puis a circulé en Roumanie et en Pologne où elle a été récupérée par l'association.

## Les collections
Les listes suivantes ne sont pas exhaustives et devront être complétées ou actualisées au fil du temps (dernière actualisation en septembre 2024).

### Locomotives à vapeur
| Matricule (noms)                                           | Constructeur et date                     | État actuel                                         | Origine et informations techniques | Photo |
| ---------------------------------------------------------- | ---------------------------------------- | --------------------------------------------------- | --- | ----- |
| Chaudière verticale de type 5 (no 3157) dite "La Couronne" | Cockerill (Liège - Belgique), 1926       | Hors service (en cours de restauration complète).   | - Locomotive à vapeur à chaudière verticale de type 020T. - Construite pour la cimenterie de Dannes (actuellement EQIOM), où elle a fait toute sa carrière. - 4,97 m, 00 t (25 t en ordre de marche), vitesse maximum : 40 km/h (puissance : 350 ch). - Timbre chaudière : 14 kg/cm². - Distribution : Walschaerts à tiroirs plans. - Diamètre des roues : 800 mm. - Capacité de la soute à charbon : 650 kg. - Capacité de la soute à eau : 3 200 L (3,2 m3). - Projet de la remettre en service d'ici 2026 pour son centenaire. |       |
| Ty2-6690 (et son tender 30D43)                             | Wiener Lokomotivfabrik Floridsdorf, 1943 | Opérationnelle (depuis l'été 2022, après révision). | - Locomotive de type Decapod - Kriegslokomotive (ex Chemins de Fer polonais PKP, comparable aux 150 Y françaises ou aux locomotives allemandes DRB série 52). - 22,375 m, 75,9 t (86,07 t en ordre de marche), vitesse maximum : 80 km/h (puissance : 1620 ch). - Timbre chaudière : 14 kg/cm². - Distribution : Walschaerts à tiroirs cylindriques. - Tender 30D43 : modèle 2’2’T30 (La cuve en demi-cylindre est autoportante et fait office de châssis). - Capacité de la soute à charbon (Tender) : 9,4 t. - Capacité de la soute à eau (Tender) : 30 000 L (30 m3). - Masse du tender : 18 t. - Circule sur les trains réguliers depuis 2013. |       |
| 230 D 9 (et son tender 23-A-165)                           | Ateliers de La Chapelle, 1908            | Hors service (en état de présentation statique).    | - 19,52 m, 64,54 t (70,2 t en ordre de marche), vitesse maximum : 115 km/h (puissance : 1590 ch). - Timbre chaudière : 16 kg/cm². - Distribution : Walschaerts à tiroirs cylindriques. - Capacité de la soute à charbon (Tender) : 6 t. - Capacité de la soute à eau (Tender) : 23 000 L (23 m3). - Locomotive précédemment garée dans la réserve de la Cité du train - Patrimoine SNCF à Mohon. Confiée à l'association sous convention par la SNCF. Arrivée à Arques le 9 décembre 2023. |       |

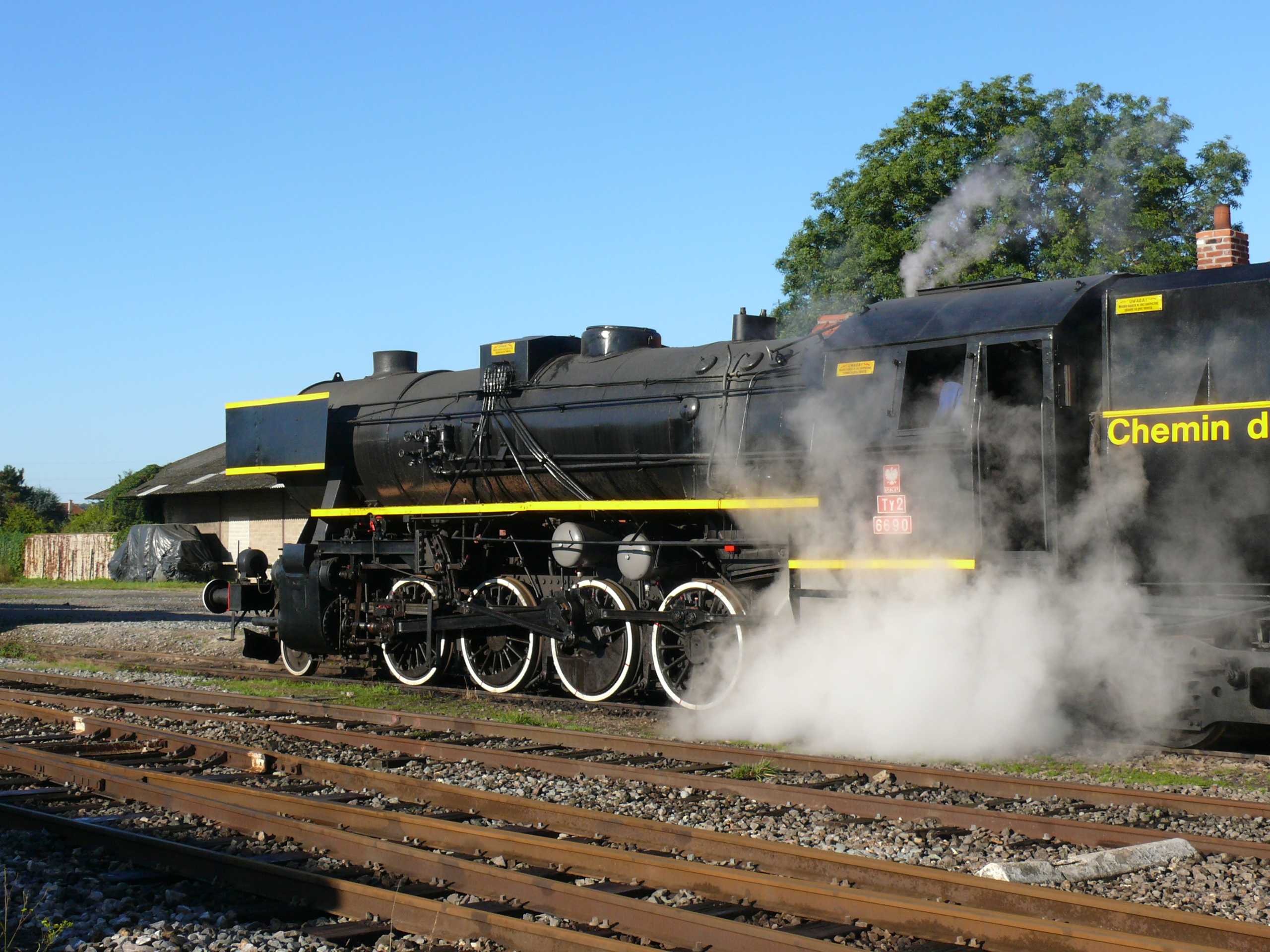
La locomotive à vapeur Ty2-6690.
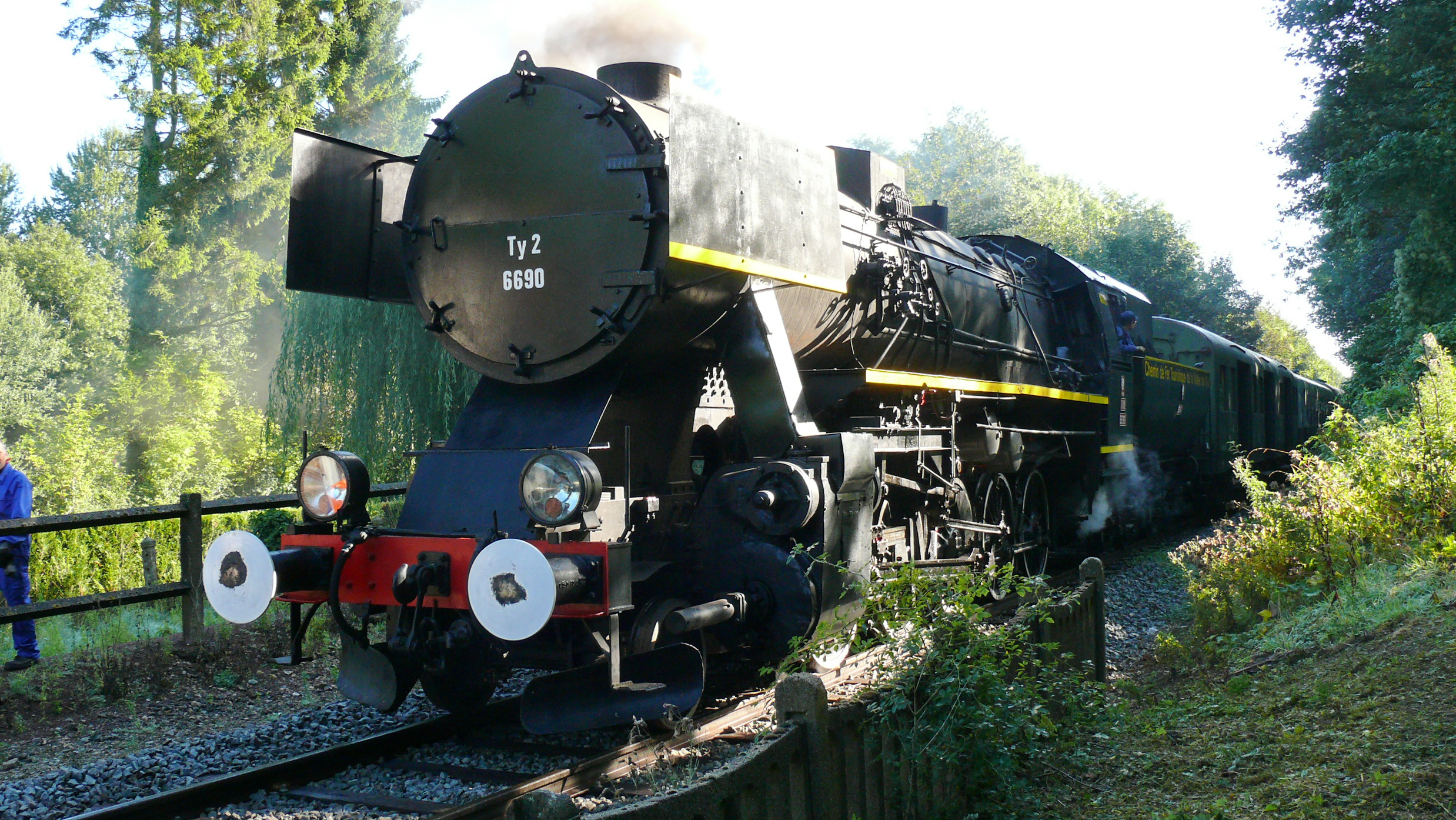
Locomotive à vapeur Ty2-6690 à l'arrêt de Hallines.
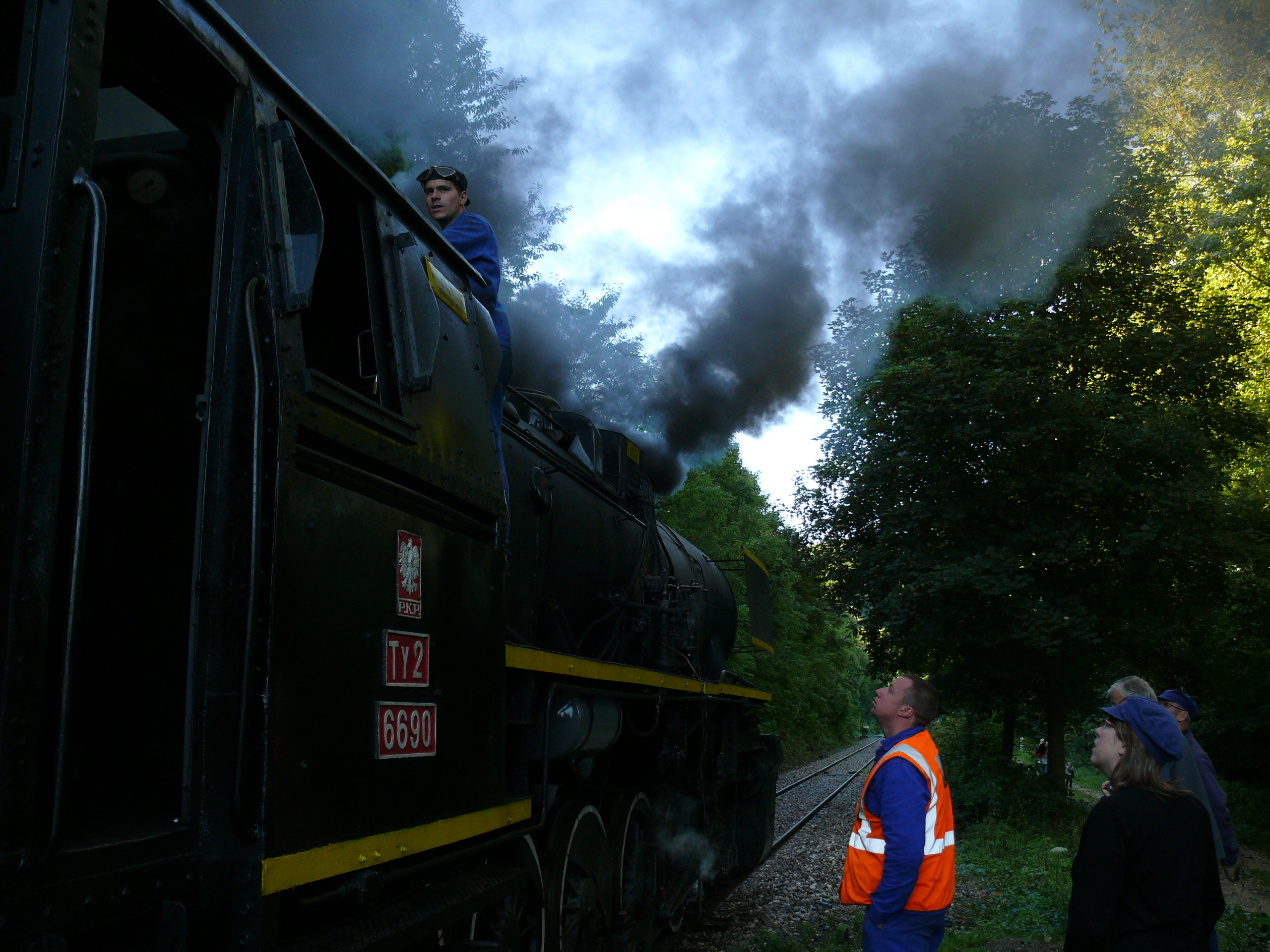
La locomotive à vapeur Ty2-6690 à Setques.

### Locomotive et locotracteurs diesel
| Matricule      | Constructeur et date      | État actuel    | Origine et informations techniques | Photo |
| -------------- | ------------------------- | -------------- | --- | ----- |
| BB 63852       | Brissonneau et Lotz, 1964 | Opérationnelle | - 14,68 m, 68 t, vitesse maximum : 90 km/h. - Locomotive provenant du dépôt de Mohon, radié en 2003. - Arrivée en 2009.                                          |       |
| BN20 (no 1073) | Moyse, 1965               | Opérationnel   | - Type : BN20HV150B - Motorisation : Berliet - Vendu par Débrugères à la fin des années 90 aux Papeteries ArjoWiggins (anciennement Arjomari Prioux) à Wizernes. |       |

- 1 locotracteur Moyse de type TDE ex-Cristalleries Durand (Arques).

### Autorails
| Matricule          | Constructeur et date                     | État actuel  | Origine et informations techniques | Photo |
| ------------------ | ---------------------------------------- | ------------ | --- | ----- |
| X 3817 « Picasso » | Régie Nationale des Usines Renault, 1951 | Opérationnel | - 21,85 m, 31,5 t, vitesse maximum : 000 km/h. - Capacité : 62 places + 4 strapontins en 2e classe. - Moteur Renault. - Radié le 29 septembre 1986. |       |
| X 3853 « Picasso » | Régie Nationale des Usines Renault, 1953 | Opérationnel | - 21,85 m, 31,5 t, vitesse maximum : 000 km/h. - Capacité : 62 places + 4 strapontins en 2e classe. - Moteur Saurer. |       |
| X 4790 « EAD »     | Ateliers du Nord de la France, 1981      | Opérationnel | - 43,48 m, 67,5 t, vitesse maximum : 120 km/h. - Motorisation : Saurer S1DHR à 6 cylindres en ligne horizontal de 600 ch (440 kW). - Capacité voyageurs : 107 places (24 en 1re classe et 83 en 2e classe). - Radié le 14 décembre 2015. - Propriété de la SNCF mise à disposition sous convention.                     |       |
| X 4795 « EAD »     | Ateliers du Nord de la France, 1981      | Opérationnel | - 43,48 m, 67,5 t, vitesse maximum : 120 km/h. - Motorisation : Saurer S1DHR à 6 cylindres en ligne horizontal de 600 ch (440 kW). - Capacité voyageurs : 107 places (24 en 1re classe et 83 en 2e classe). - Radié le 14 décembre 2015. - Remorque XR-8795. - Propriété de la SNCF mise à disposition sous convention. |       |

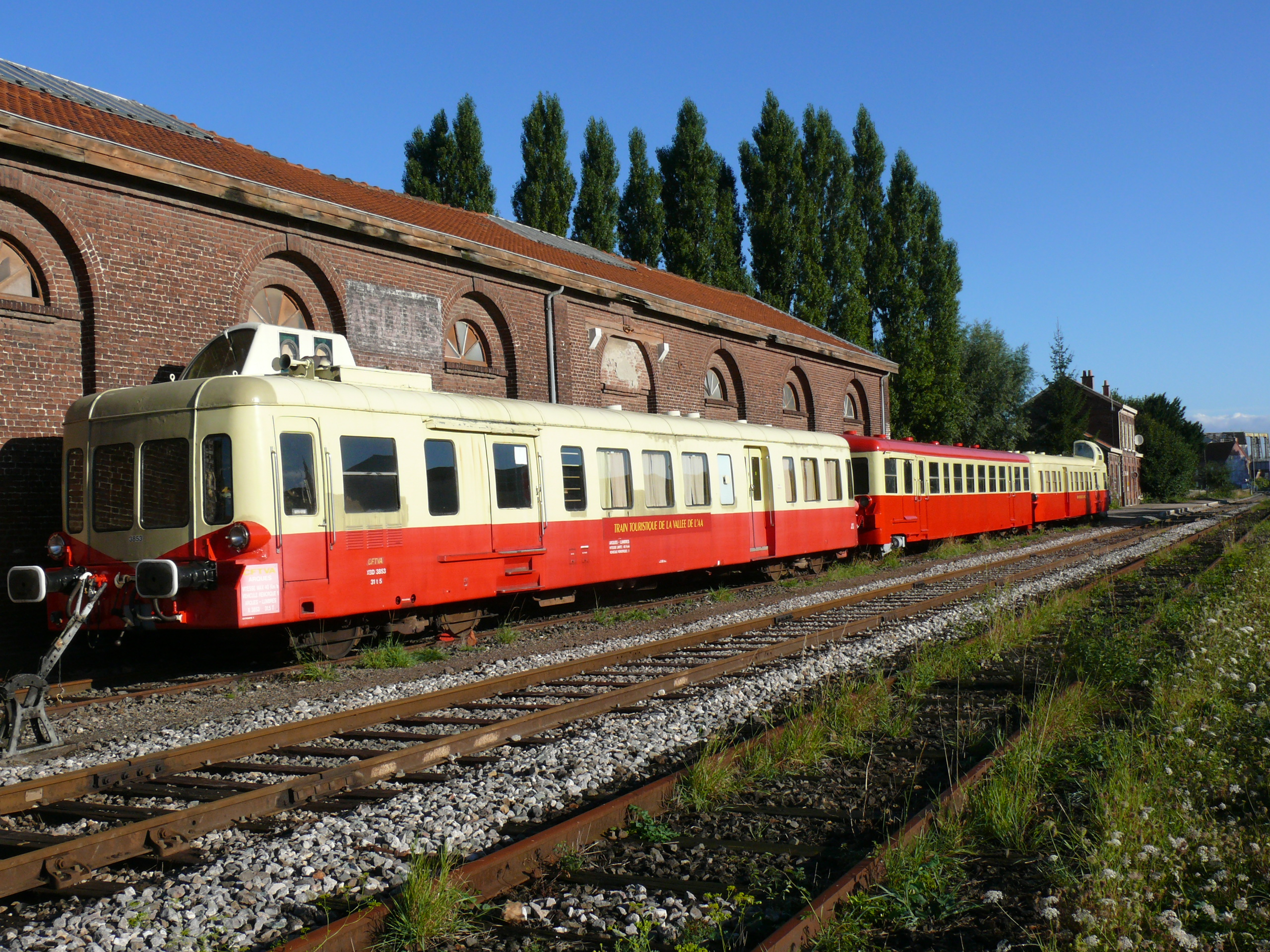
Les deux autorails encadrant la remorque Decauville.

### Voitures à voyageurs
| Matricule                                            | Constructeur et date                                                 | État actuel                                                             | Origine et informations techniques | Photo |
| ---------------------------------------------------- | -------------------------------------------------------------------- | ----------------------------------------------------------------------- | --- | ----- |
| Voiture métallique Est B9E 50 87 29-37 425-8         | Société Lorraine des Anciens Établissements De Dietrich et Cie, 1932 |                                                                         | - 23,55 m, 49 t, vitesse maximum : 140 km/h. - Capacité : 72 places assises.                                                                               |       |
| Voitures de banlieue Est Lourde Az 50 87 12-07 651-4 | Constructeur inconnu, 1932                                           |                                                                         | - 22,5 m, 41,5 t, vitesse maximum : 120 km/h. - Capacité : 86 places assises (91 places debout).                                                           |       |
| Voitures de banlieue Est Lourde Bz 50 87 22-07 704-9 | Constructeur inconnu, 1932                                           |                                                                         | - 22,5 m, 43 t, vitesse maximum : 120 km/h. |       |
| Voitures de banlieue Est voiture-pilote [Quoi ?]     | Constructeur inconnu, 1938                                           |                                                                         | - 21,9 m, 45 t, vitesse maximum : 120 km/h. |       |
| SNCF Voiture USI B4t5½ 50 87 29-77 116-4             | Constructeur inconnu, 1967                                           |                                                                         | - 25 m, 39 t, vitesse maximum : 140 km/h. - Capacité : 76 places assises. - Propriété de la SNCF mise à disposition sous convention.                       |       |
| SNCF Voiture UIC-Y 50 87 20-71 722-4                 | Constructeur inconnu, 1965                                           |                                                                         | - 24,5 m, 00,0 t, vitesse maximum : 160 km/h. - Capacité : 80 places assises. - Propriété de la SNCF mise à disposition sous convention.                   |       |
| Remorque d'autorail unifiée XR Bd 8161               | Decauville, 1959                                                     |                                                                         | - 21,19 m, 19,5 t, vitesse maximum : 120 km/h. - Capacité : 81 places assises. - Radiée le 15 octobre 1990.                                                |       |
| Remorque d'autorail unifiée XR Bd 8270               | Decauville, 1960                                                     | Hors service (en cours de transformation en véhicule "Multi-Services"). | - 21,19 m, 19,5 t, vitesse maximum : 120 km/h. - Capacité : 81 places assises (en 2e classe). - Radiée le 30 octobre 1990.                                 |       |
| Remorque d'autorail unifiée XR Bd 8289               | Decauville, 1962                                                     | Hors service (en attente d'une restauration complète).                  | - 21,20 m, 19,5 t, vitesse maximum : 120 km/h. - Capacité : 81 places assises (en 2e classe). - Radiée le 5 octobre 1989. - Ex-Chemin de fer de la Vendée. |       |
| Voiture Corail Lunéa (1re classe)                    | Constructeur et date inconnus.                                       | Hors service                                                            | - Voiture servant à l'hébergement des bénévoles. |       |

### Wagons de marchandises
| Matricule                                                                | Constructeur et date | État actuel  | Origine et informations techniques           | Photo |
| ------------------------------------------------------------------------ | -------------------- | ------------ | -------------------------------------------- | ----- |
| SNCF Wagon Couvert Standard UIC [Quoi ?]                                 |                      | Hors service | 10,58 m, 00,0 t, vitesse maximum : 100 km/h. |       |
| SNCF Wagon Couvert Standard D primeurs [Quoi ?]                          |                      | Hors service | 11,18 m, 00,0 t, vitesse maximum : 100 km/h. |       |
| Wagon d'accompagnement d'origine suisse dit "Spoutnik" Db 85 99-29 340-4 |                      | Hors service | 9,24 m, 00,0 t, vitesse maximum : 100 km/h.  |       |

## Galerie de photographies

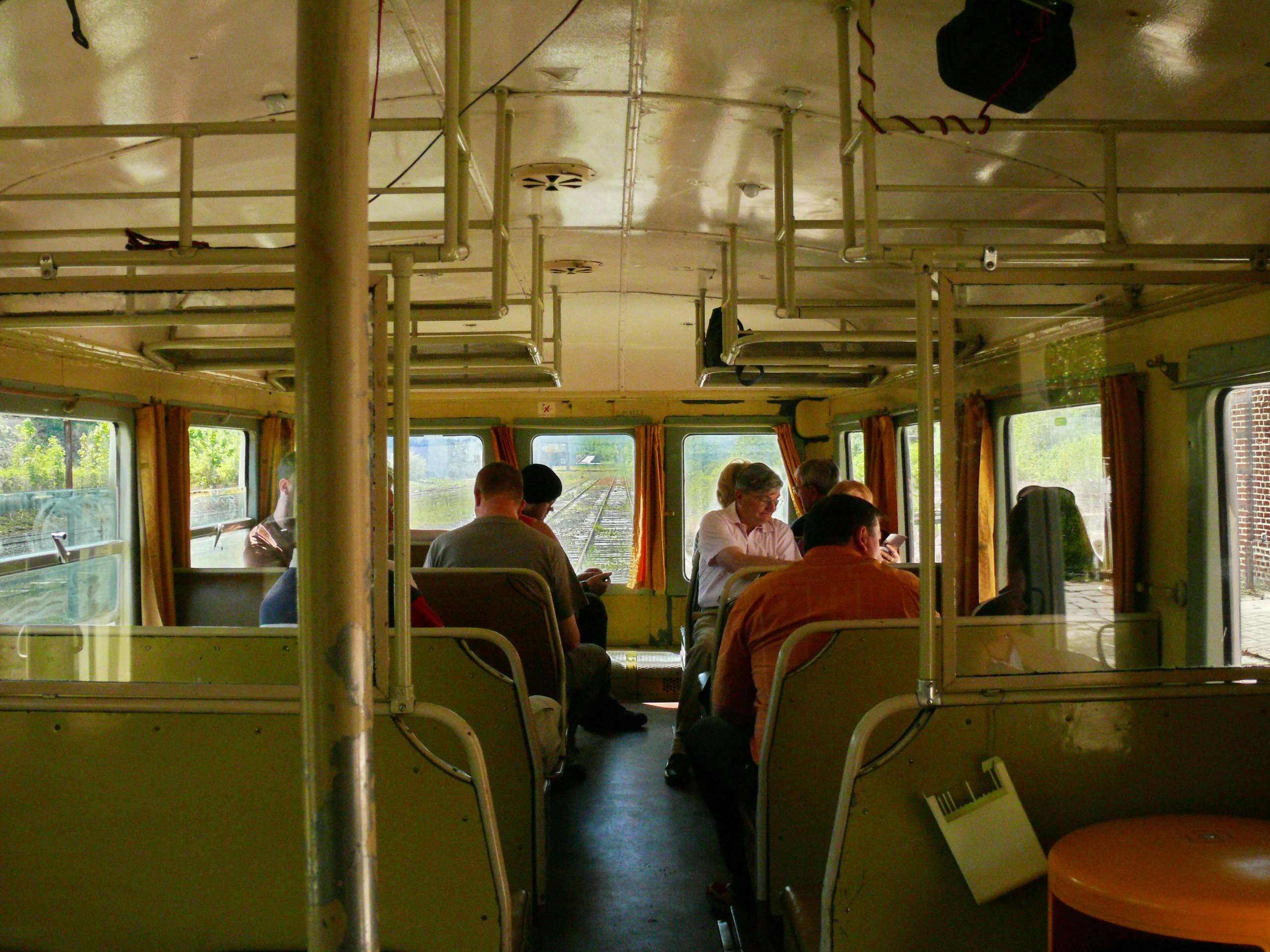
Ambiance du compartiment arrière de l'autorail X 3817. Les places situées devant les grandes glaces frontales sont très recherchées par les voyageurs.
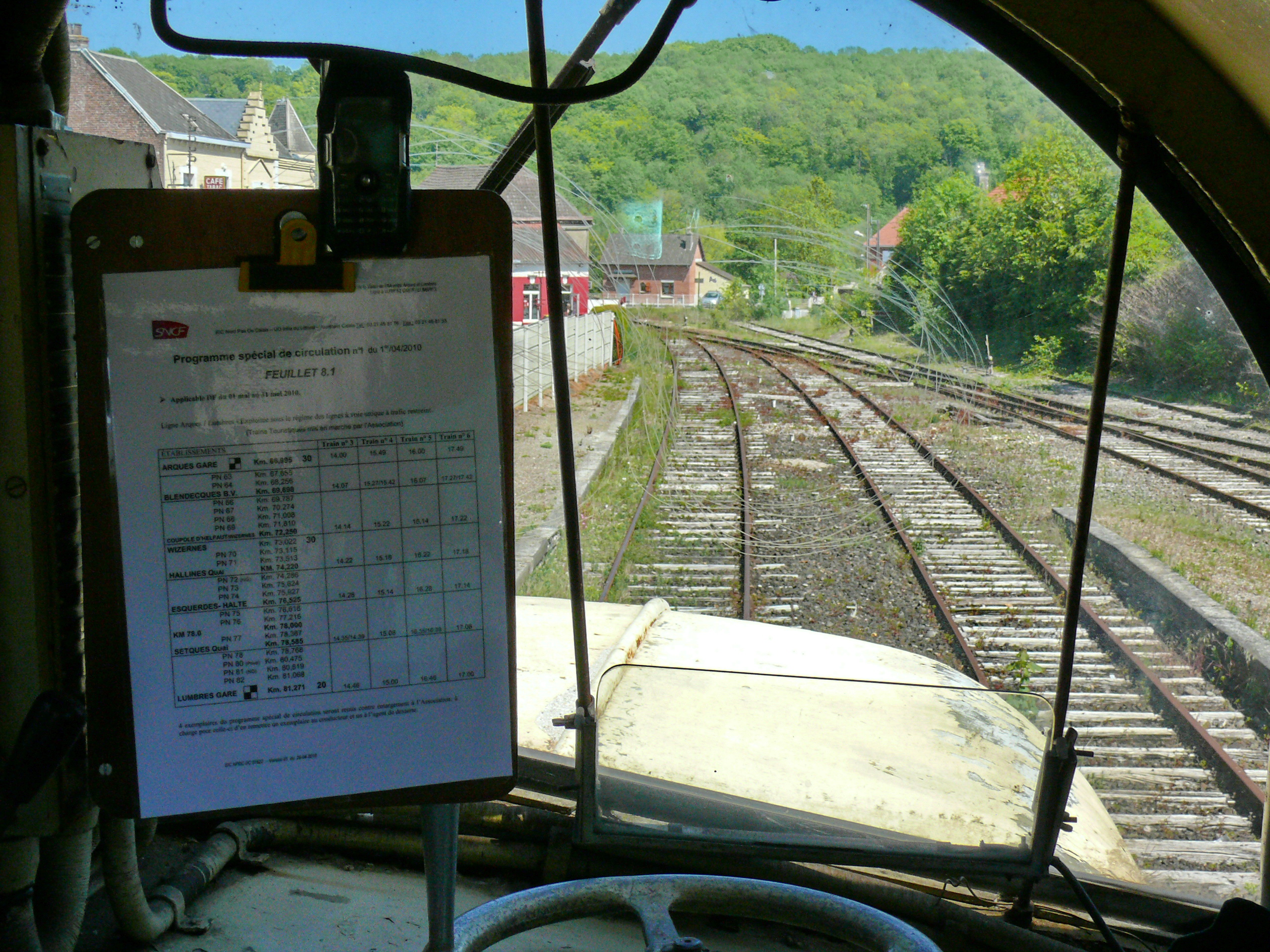
Vue depuis le poste de conduite vers l'avant de l'autorail. On distingue clairement la feuille de route établie par le CFTVA.
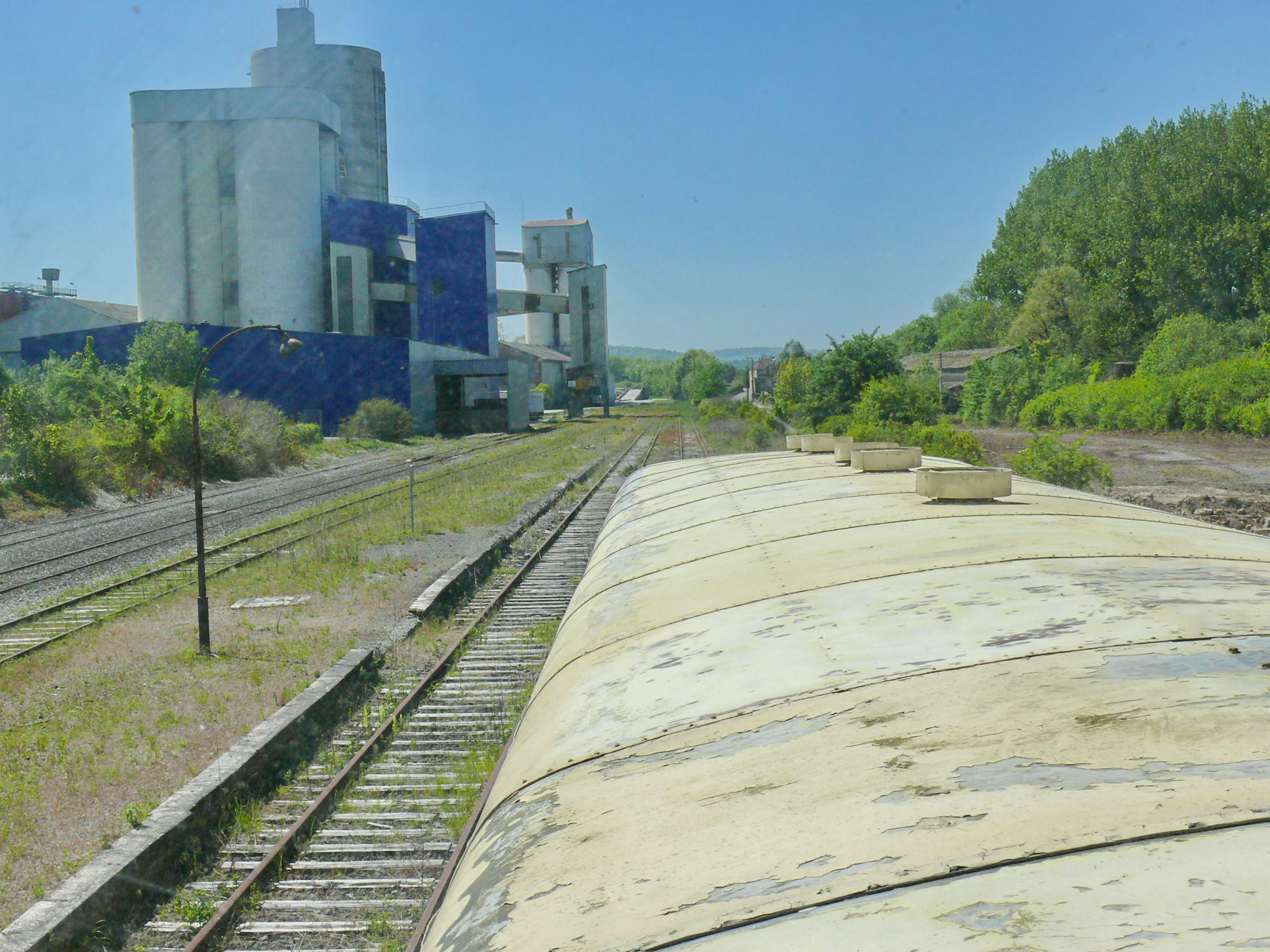
Vue depuis le poste de conduite vers l'arrière de l'autorail, en gare de Lumbres, vers les installations de la cimenterie Holcim.
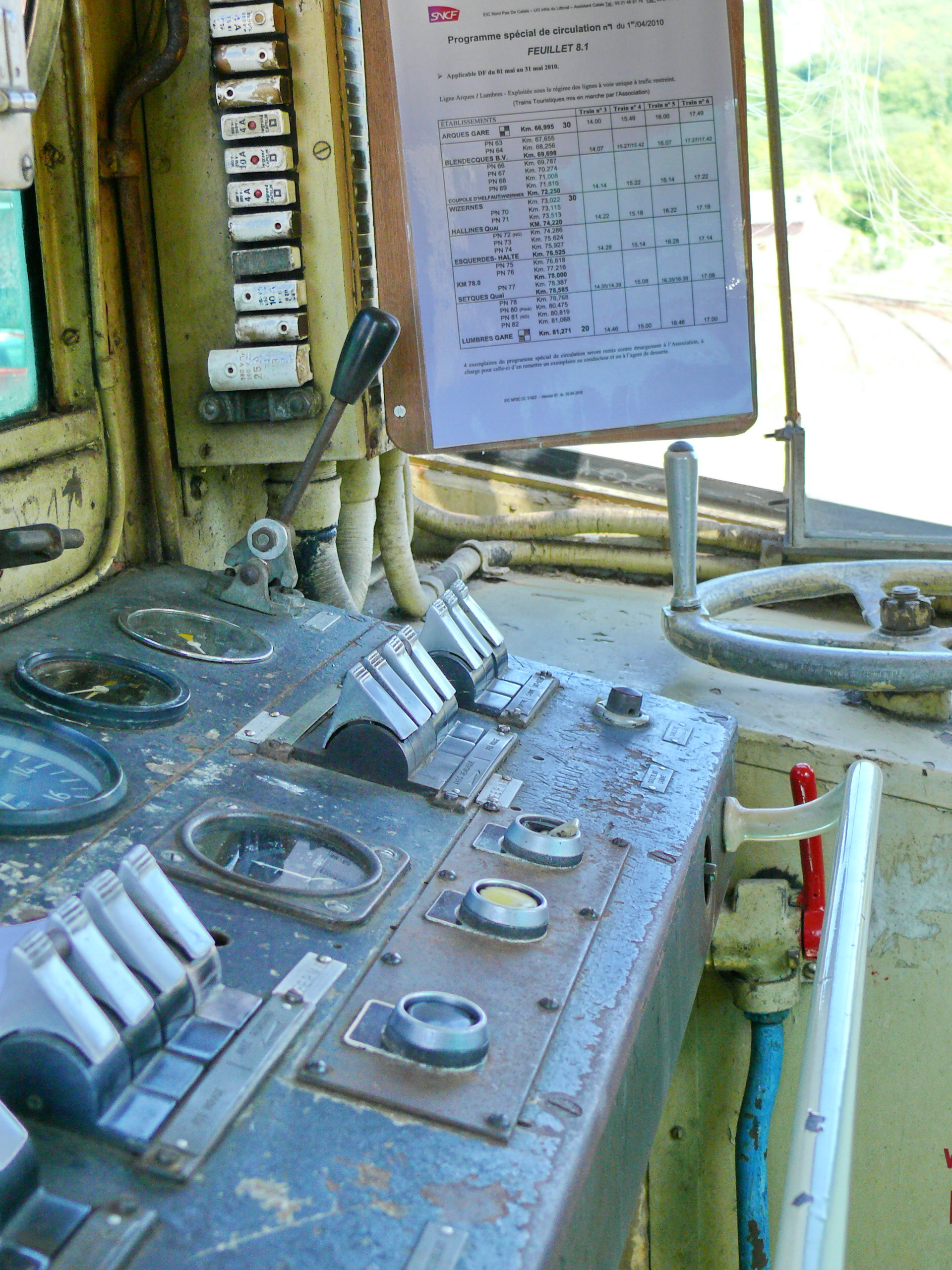
Pupitre de conduite des autorails.
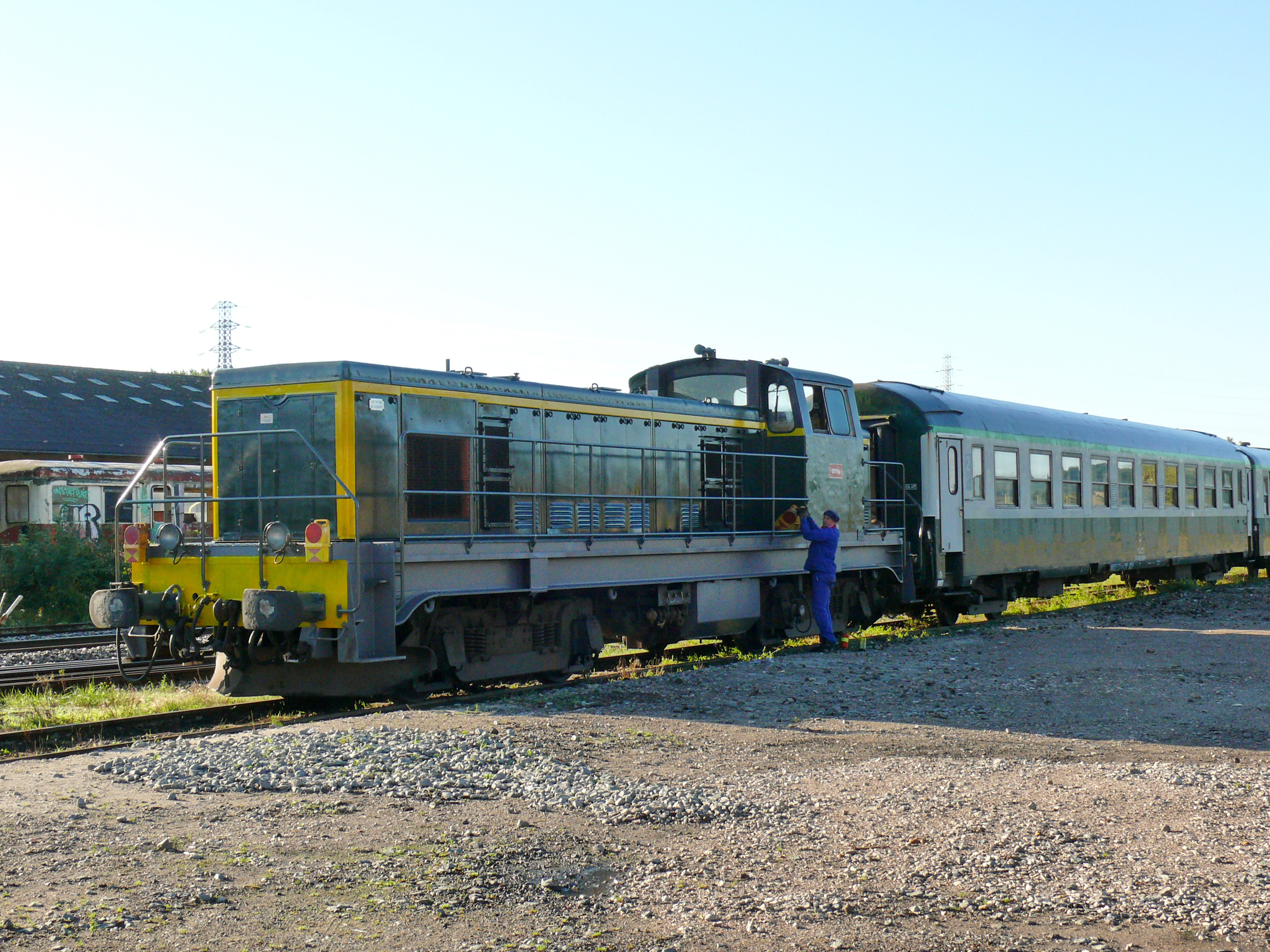
Le BB 63852.
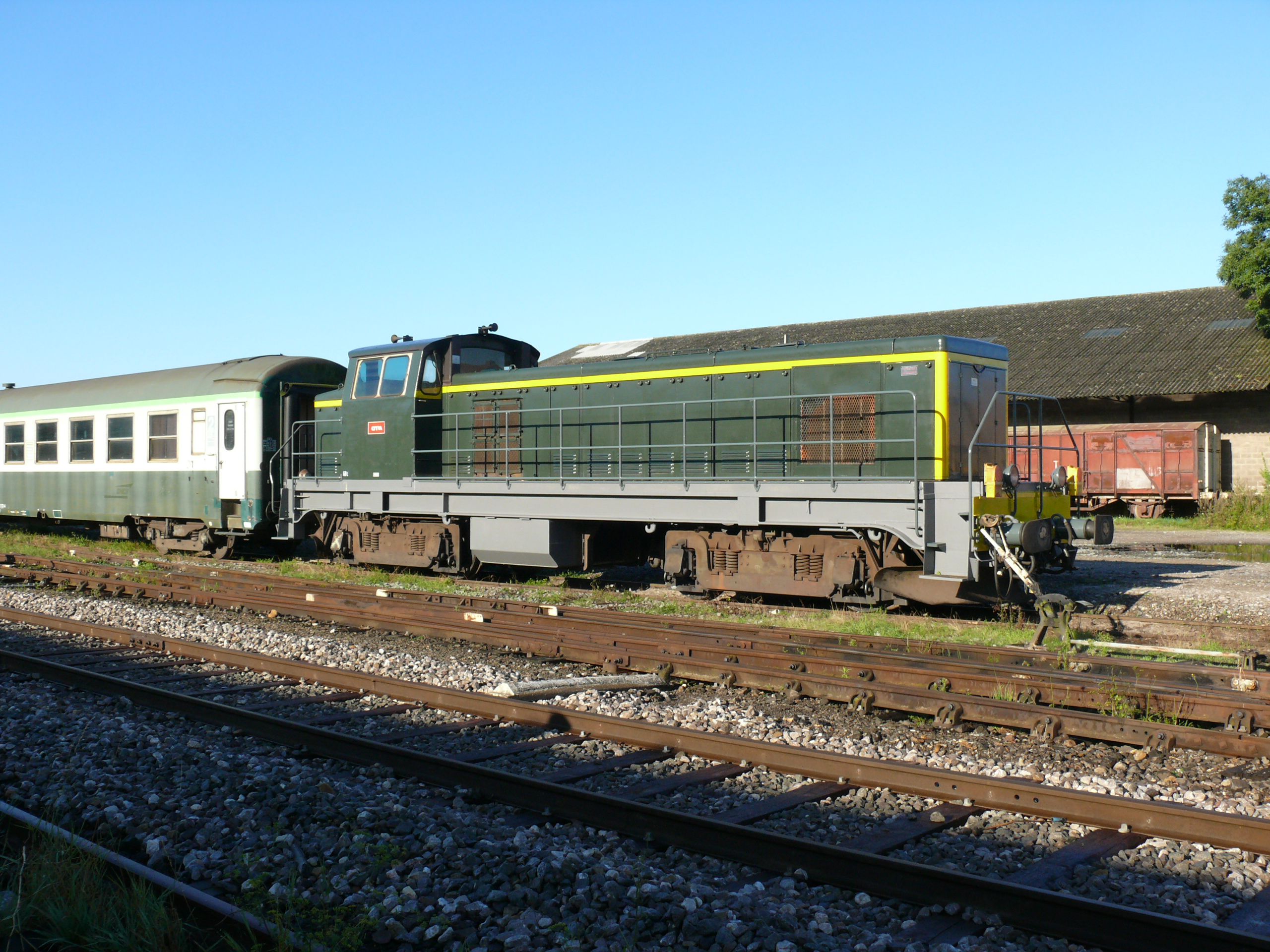
Le BB 63852.
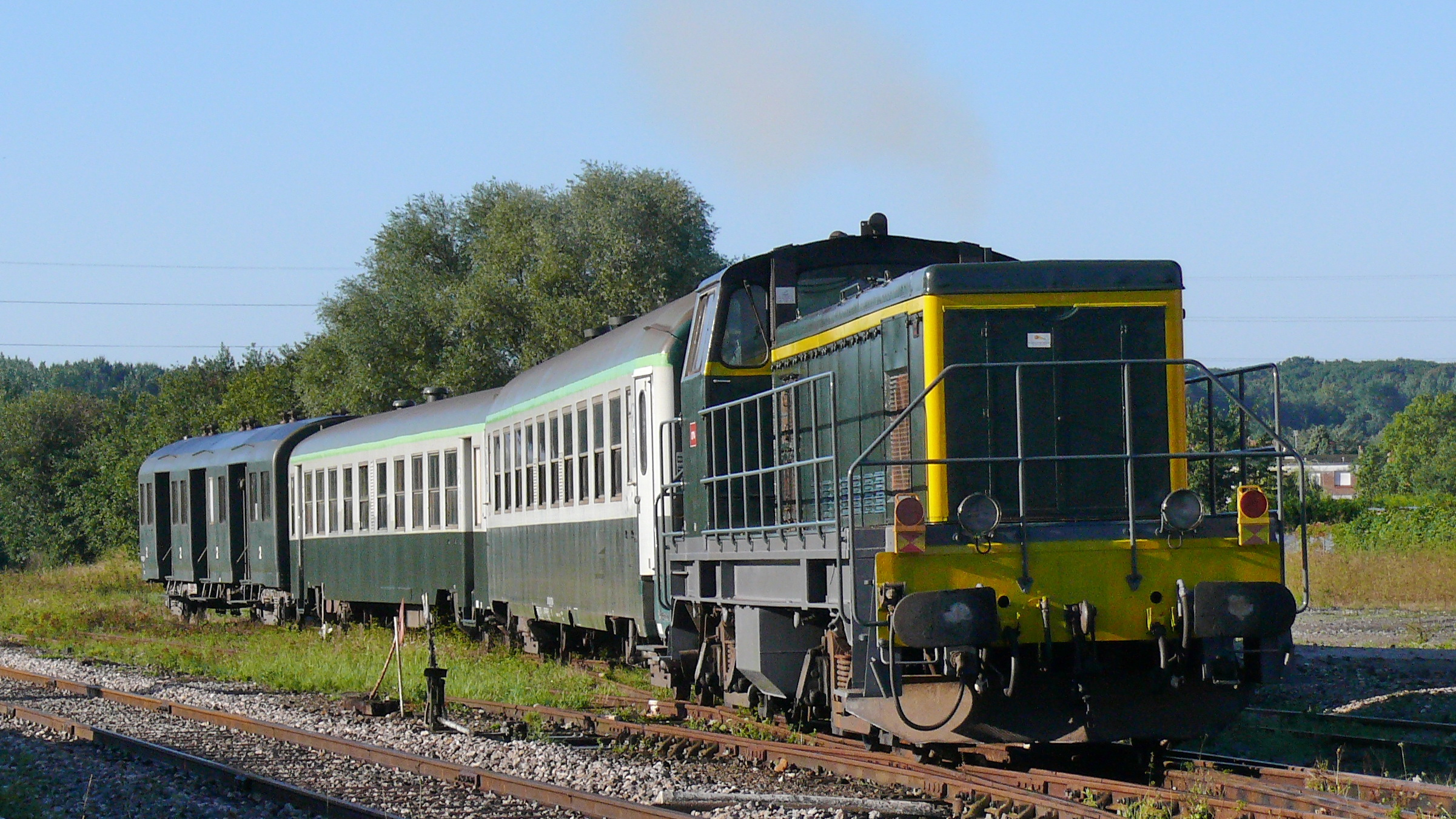
La locomotive tracte les voitures voyageurs pour les mettre à quai en gare d'Arques.